# 小行星14088
小行星14088（14088 Ancus）是一颗绕太阳运转的小行星，为主小行星带小行星。该小行星于1997年5月3日发现。

## 轨道参数
小行星14088的轨道半长轴为2.2804893 UA，离心率为0.090。